# سیارک ۶۳۱۲
سیارک ۶۳۱۲ (به انگلیسی: 6312 Robheinlein، نامگذاری:1990RH4) شش هزار و سیصد و دوازدهمین سیارک کشف شده‌است که در ۱۴ سپتامبر ۱۹۹۰ کشف شد.
قدر مطلق سیارک برابر ۲۰.۴ است.